# Hachi: A Dog's Tale
Hachi: A Dog's Tale (of Hachiko: A Dog's Story) is een Amerikaanse dramafilm uit 2009 gebaseerd op het waargebeurde verhaal van de trouwe Akita Hachiko. Het is een remake van de Japanse film Hachikō Monogatari uit 1987. De film werd geregisseerd door Lasse Hallström en geschreven door Stephen P. Lindsey. De hoofdrollen worden gespeeld door Richard Gere, Joan Allen en Sarah Roemer.
In de Verenigde Staten werd hij voor het eerst vertoond op het Seattle International Film Festival op 13 juni 2009. De eerste buitenlandse première was op 8 augustus 2009, in Japan. Uiteindelijk kwam de film uit in meer dan 25 landen.

## Rolverdeling
- Richard Gere als Prof. Parker Wilson (gebaseerd op Hidesaburo Ueno)
- Joan Allen als Cate Wilson
- Sarah Roemer als Andy Wilson
- Jason Alexander als Carl Boilins
- Cary-Hiroyuki Tagawa als Prof. Ken Fujiyoshi
- Erick Avari als Jasjeet
- Davenia McFadden als Mary-Ann
- Robbie Collier Sublett als Michael
- Kevin DeCoste als Ronnie
- Tora Hallström als Heather
- Layla, Chico en Forrest als Hachi (gebaseerd op Hachiko)